# Diane Reinhard
Pour les articles homonymes, voir Reinhard.
Diane Reinhard, née en 1952 à La Chaux-de-Fonds, est une personnalité politique neuchâteloise, membre du parti socialiste. Elle est également économiste, professeure et administratrice de sociétés,, connue pour son engagement féministe.  

## Biographie
Diane Reinhard naît en 1952 à La Chaux-de-Fonds, dans le canton de Neuchâtel, d'un père lithographe et d'une mère à la tête d'un salon de coiffure
Elle obtient en 1975 un diplôme de logopédiste, métier qu'elle pratique une dizaine d'années, d'abord comme indépendante puis en hôpital. Elle cesse cette activité professionnelle à la naissance de son troisième enfant pour seconder son mari dans son cabinet de médecin généraliste à Couvet. 
En 2011, L'Hebdo la nomme parmi les 100 personnalités influentes de la Suisse romande. 

## Carrière
Elle adhère au Parti socialiste neuchâtelois en 1985.
En octobre 2004, après avoir été conseillère communale de Couvet, elle se porte candidate pour les élections au Grand Conseil du canton de Neuchâtel. Elle est élue le 10 avril 2005 avec 12 721 suffrages,.
De 1993 à 1999, elle est employée par la société SID SA d'abord en tant que secrétaire, puis comme directrice des finances et RH.  
En 2011, elle est une des membres fondatrices du Cercle suisse des administratrices qu'elle dirige jusqu'en 2016. 
Depuis 2015, elle est membre du jury du Prix suisse de l'éthique décerné par la HEIG-VD (Haute école d'ingénierie et de gestion de Vaud). 